# Aspelta chorista
Aspelta chorista är en hjuldjursart som beskrevs av Harry K. Harring och Myers 1942. Aspelta chorista ingår i släktet Aspelta och familjen Dicranophoridae. Inga underarter finns listade i Catalogue of Life.